# Dylan Tombides
Dylan James Tombides (Perth, 8 de março de 1994 - 18 de abril de 2014) foi um futebolista australiano que atuava como atacante.

## Carreira
Tendo passado por equipes de base em seu país e também por Hong Kong, Tombides chegou ao West Ham United em 2010, aos 15 anos de idade. Ficou por dois anos nas categorias de base dos Hammers, quando inclusive chegou a ser relacionado entre os reservas na partida contra o Sunderland, em 2011.
Foi promovido ao elenco principal em 2012, tendo recebido a camisa 38, e realizaria sua única partida pelo clube em setembro do mesmo ano, pela Copa da Liga Inglesa, frente ao Wigan, ao entrar já no final da partida, substituindo Gary O'Neil.
Em um grande gesto do treinador "Big Sam", o jovem australiano que vinha se recuperando de um câncer. Dylan viria a falecer dois anos após sua estreia e teria sua camisa “38” aposentada pelos Hammers.

## Seleção
Representou as seleções sub-17 e sub-23 da Austrália, tendo disputado o Mundial Sub-17 em 2011.

## Descoberta do câncer testicular e morte
Em 2011, quando ainda atuava na base do West Ham, Tombides descobriu que estava com câncer testicular depois de ter feito um exame aleatório de drogas, feito logo após a partida entre Austrália e Uzbequistão, válido pelo Mundial Sub-17.  Em junho do ano seguinte, declarou que estava recuperado e voltou aos treinos.
Porém, o câncer voltou a se manifestar e a saúde do atacante piorou, culminando em sua prematura morte, um mês e dez dias após ter completado vinte anos.